# Rosenlundskanalen

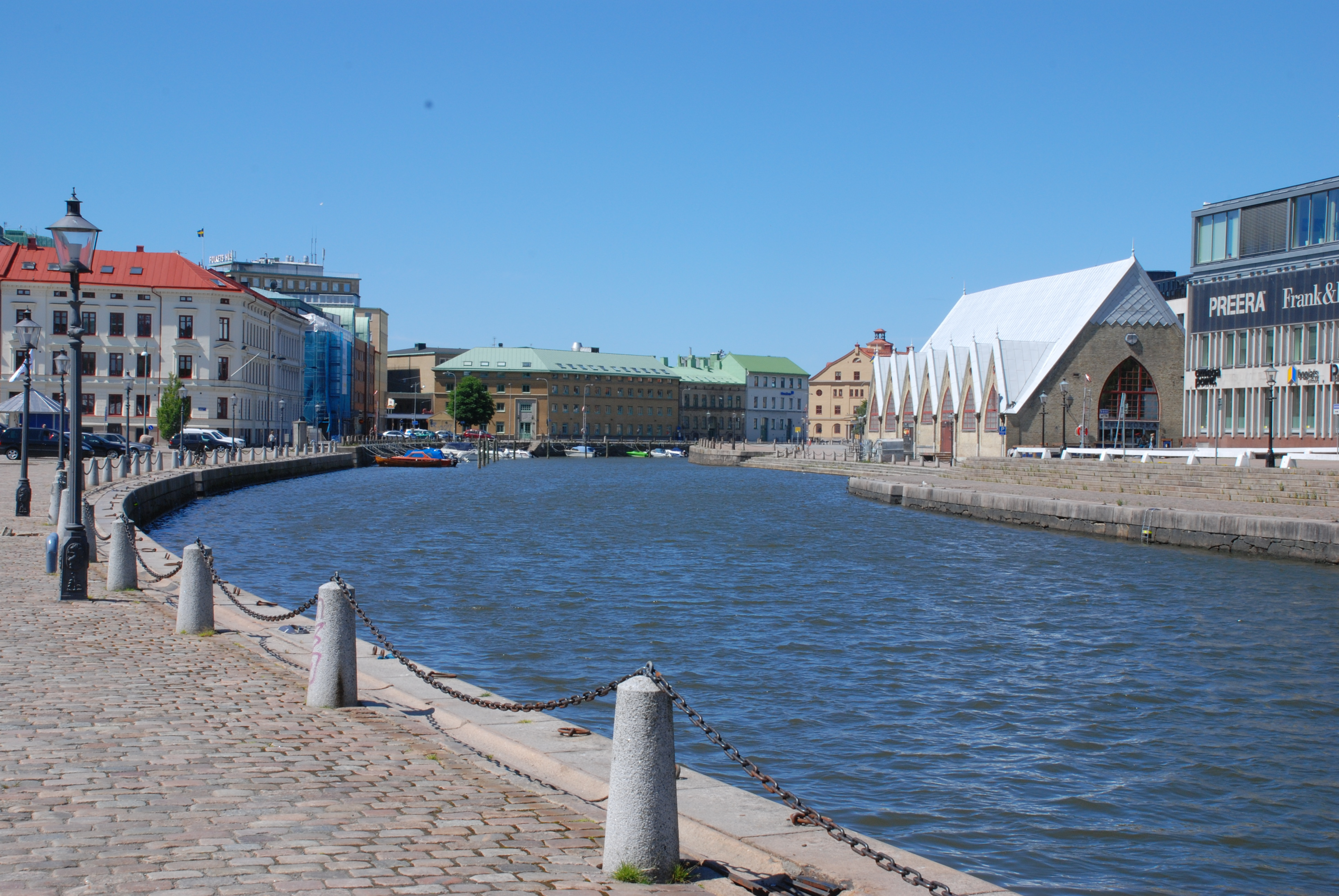
Rosenlundskanalen från Pusterviksplatsen. Till höger syns Feskekörka.

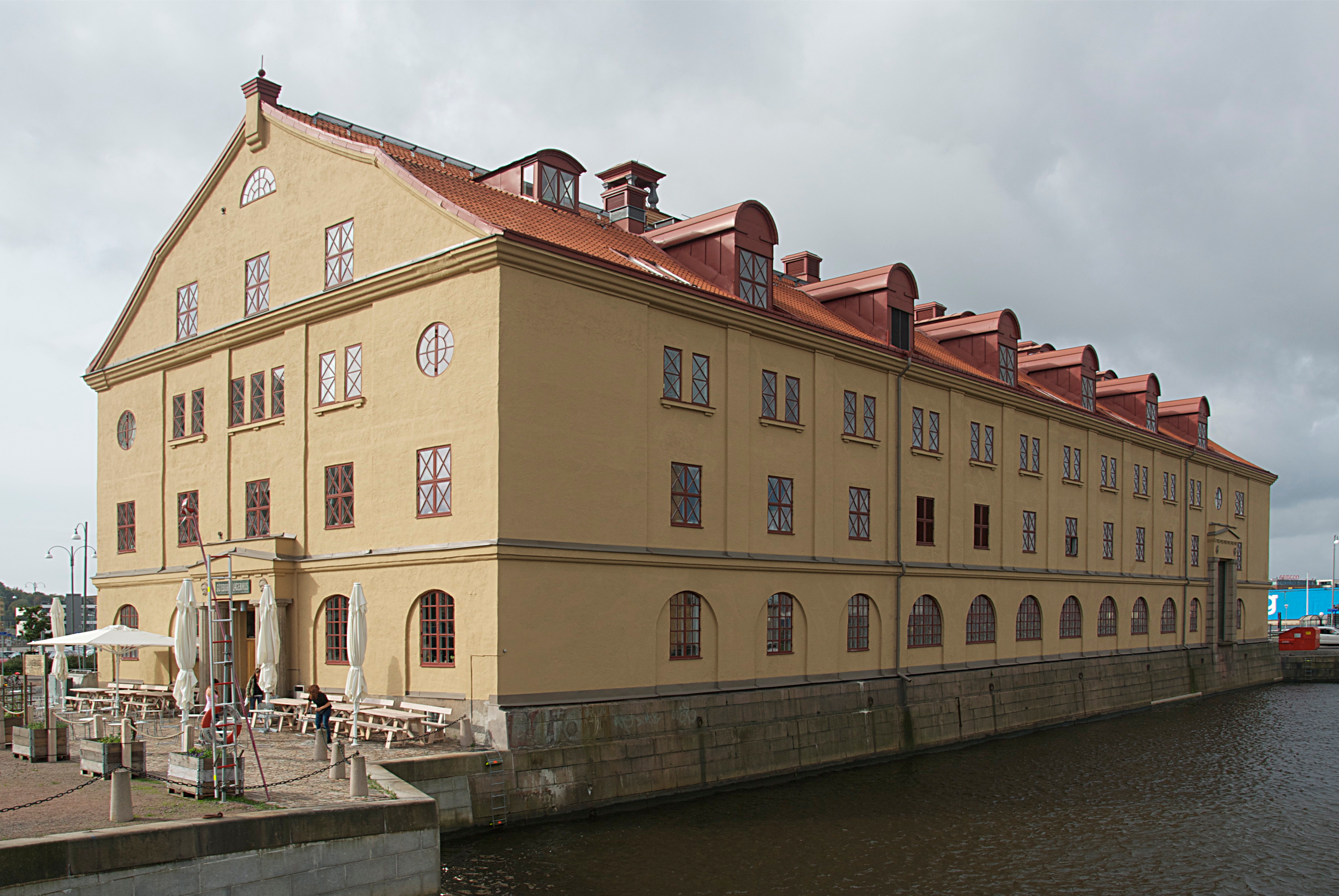
Göteborgs Frilagerbyggnad vid Heurlins Plats vid kanalens mynning. Byggnaden stod klar den 1 oktober 1920 och var den första i sitt slag i Sverige. Den ritades av Karl Samuelsson.

Rosenlundskanalen är en del av Vallgraven som går från Göta älv i en båge till Rosenlundsbron vid Rosenlundsplatsen, nedanför Kungshöjd i centrala Göteborg. När befästningsvallarna raserades i början av 1800-talet lades den sydvästra delen av Vallgraven om från sin ursprungliga sicksackform till en något rakare sträckning, vilken i slutet av 1800-talet fick namnet Rosenlundskanalen. Kanalen försågs med öppningsbara broar så att man kunde föra in varor med båt. Kanalen var, jämte Stora Hamnkanalen, en av Göteborgs viktigaste hamnar och dess sammanlagda kajlängd har som mest varit 1 191 meter.
Stadsdelen Pustervik avgränsas av Rosenlundskanalen, Göta älv, Järnvågsgatan, Järntorget, Nya Allén och Rosenlundsbron.
Rosenlundsbron var en svängbro som byggdes 1883. Den ersatte Husarbron, en stenbro med vindbrygga som uppfördes 1835. Vid Husarbrons norra fäste fanns en tullstuga, Rosenlunds hytta, där tullvakten kontrollerade transporterna in till staden.
Över kanalens yttre del gick de två broar Yttre Järnvågsbron och Inre Järnvågsbron, varav den yttre finns kvar.
Namnet Rosenlund (Rosselund 1714, Flora 1836) anses ha kommit från att det ska ha växt en stor mängd vilda rosenbuskar på platsen en gång i tiden, och ända fram på 1840-talet. Vid kvarteren kring Rosenlund finns flera lämningar av de gamla bastionerna. År 1874 byggdes Feskekörka på Fisktorget, som ligger vid Rosenlundskanalens norra sida, men redan 1848 flyttades fiskhandeln hit från Lilla Torget (dåvarande Fisketorget, Fiske Torgett 1621) och därefter skedde mycket av Göteborgs fiskhandel här.
Från Rosenlundskanalen, genom Haga och upp till Skansen Kronan gick (1692-1865) den vattenfyllda Kaponjärgraven, en bred vallgrav med en stor jordupphöjning i mitten. 
Pustervikskajen låg vid Pusterviksplatsen mitt för Feskekörka och kallades i dagligt tal för "Röstenskajen" eftersom dit seglade fraktskutor med tegel. Kajen var ända in på 1940-talet en viktig hamn för famnved.
Från Pustervikskajen startade Karl Alfred Andersson vid sekelskiftet 1800-1900 en roddfärja över Rosenlundskanalen, "Kålles färja". Själva färjan mätte 3x5 meter. Det kostade i början ett öre att resa över kanalen till Fisktorget. Färjan slutade att gå 1916 och var då den sista av Göteborgs roddfärjor. Stentrapporna längs kanalens norra sida, från Fisktorget till dåvarande Husarbron, (numera Rosenlundsbron) anlades 1865.
Vid inloppet till kanalen uppfördes på den norra sidan Elektricitetsverken 1906-1908 och på den södra sidan byggdes Frilagerhuset 1918-1919. Här fanns även en av de första stora textilfabrikerna i regionen — Rosenlunds bomullsspinneri, som låg nedanför Lilla Otterhällan, numera Kungshöjd. Spinneriet anlades 1847 av Carl David Lundström. När fabriken var som störst hade den över 500 anställda. Den 6 mars 1902 eldhärjades den och skadorna uppskattades till 2 miljoner kronor. Verksamheten lades därefter ned. 
Vid kanalens utlopp ligger idag Rosenlunds kraftvärmeverk.
Under senare halvan av 1900-talet, innan kriminaliseringen av sexköp beslutades av riksdagen, skedde mycket av Göteborgs gatuprostitution vid kvarteren kring Rosenlund